# Стара Весь (Радинський повіт)
Стара Весь (пол. Stara Wieś) — село в Польщі, у гміні Борки Радинського повіту Люблінського воєводства.
Населення — 640 осіб (2011).
У 1975-1998 роках село належало до Люблінського воєводства.

## Демографія
Демографічна структура станом на 31 березня 2011 року:
|          | Загалом | Допрацездатний вік | Працездатний вік | Постпрацездатний вік |
| -------- | ------- | ------------------ | ---------------- | -------------------- |
| Чоловіки | 320     | 82                 | 202              | 36                   |
| Жінки    | 320     | 81                 | 170              | 69                   |
| Разом    | 640     | 163                | 372              | 105                  |